# Seligermeer

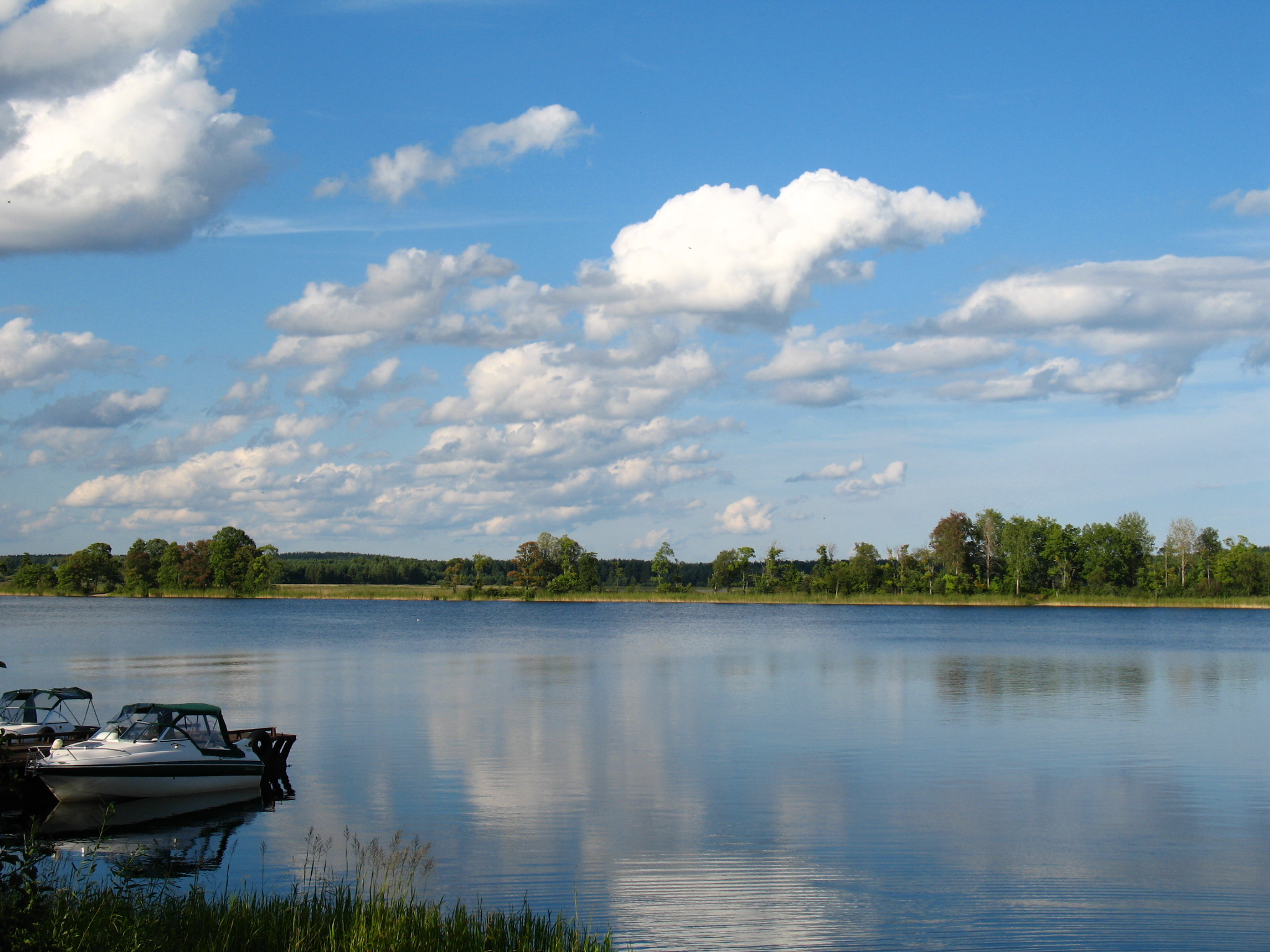
Seligermeer.

Het Seligermeer (Russisch: озеро Селигер; ozero Seliger) is een meer in Rusland. Het meer ligt in het noordwestelijk gedeelte van de Waldajhoogte en hoort voor het grootste deel bij de oblast Tver. Het uiterste noorden hoort bij de oblast Novgorod.
Het meer ligt 205 meter boven zeeniveau. De oppervlakte van het meer bedraagt, met de meer dan 160 eilanden en eilandjes meegerekend, 260 vierkante kilometer. Het grootste eiland heet Chatsjin. De gemiddelde diepte is 5,8 meter, met een uitschieter naar 24 meter. Er stromen 110 riviertjes in het Seligermeer, en slechts één eruit, de Selizjarovka. De enige stad die aan het meer ligt is Ostasjkov. Op het eiland Stolbny bevindt zich het Nilovklooster.
Het meer en de omgeving zijn beschermd natuurgebied. Er bevinden zich onder andere de volgende vissoorten: brasem, kwabaal, snoek, winde en snoekbaars. Bijzondere vogels die voorkomen zijn het hazelhoen en de kraanvogel. De rijke fauna bestaat verder uit zwijnen, elanden, wasberen, vossen, bevers, eekhoorns en beren.